# Джон Кастело
Джон Кастело (на английски: John Costelloe) е американски актьор от ирландски произход.

## Биография
Роден е на 8 ноември 1961 година в Бруклин, Ню Йорк.
На младини работи като пожарникар. През 1990 година се снима в „Умирай трудно 2“. През 2006 г. участва в четири епизода на „Семейство Сопрано“, което го прави популярен, а през 2008 г. във филма „Съмнения“ с Филип Хофман и Мерил Стрийп.
На 18 декември 2008 година трупът му е намерен в дома му на Сънсет парк, Ню Йорк. Смъртта му е настъпила на 16 декември с единствен изстрел от пистолет и е очевидно самоубийство.

## Избрана филмография
- „Последен изход за Бруклин“ (1989)
- „Черен дъжд“ (1989)
- „Умирай трудно 2“ (1990)
- „Били Батгейт“ (1991)
- „Мистериозно убийство в Манхатън“ (1993)
- „Аз и мафията“ (1994)
- „Целувката на смъртта“ (1995)
- „Казаам“ (1996)
- „Семейство Сопрано“ (2006, сериал)
- „Съмнения“ (2008)